# Календар на православните църковни празници/Декември

## Декември
Посочени са неподвижните празници от православния календар, които всяка година се случват в един и същи ден.
- 1 декември – Св. пророк Наум. Св. Филарет Милостиви
- 2 декември – Св. пророк Авакум
- 3 декември – Св. пророк Софония
- 4 декември – * Св. великомъченица Варвара. Св. преподобни Иоан Дамаскин
- 5 декември – * Св. преподобни Сава Освещени и Нектарий Битолски
- 6 декември – † Св. Николай, архиепископ Мирликийски, Чудотворец (Никулден)
- 7 декември – Св. Амвросий Медиолански. Св. преподобна Филотея Търновска
- 8 декември – Св. преподобни Паталий
- 9 декември – * Зачатие на св. Анна
- 10 декември – Св. мъченици Мина, Ермоген и Евграф
- 11 декември – Св. преподобни Даниил Стълпник
- 12 декември – * Св. Спиридон, епископ Тримитунтски Чудотворец
- 13 декември – Св. мъченици Евстратий, Авксунтий, Евгений, Мардарий и Орест. Св. мъченица Лукия Девица
- 14 декември – Св. мчци Тирс, Левкий, Филимон, Ариан и Калиник
- 15 декември – Св. свещеномъченик Елевтерий. Св. преподобни Павел Латрийски
- 16 декември – Св. пророк Агей. Мчк Марин
- 17 декември – Св. пророк Даниил. Св. три отроци Анания, Азария и Мисаил
- 18 декември – Св. Модест, патриарх Иерусалимски. Св. мъченик Севастиан и дружината му
- 19 декември – Св. мъченик Бонифаций
- 20 декември – * Предпразненство на Рождество Христово. Св. свещеномъченик Игнатий Богоносец (Игнажден) [Не се прави помен за починалите до Ивановден]
- 21 декември – Св. мъченица Юлияния
- 22 декември – Св. великомъченица Анастасия
- 23 декември – * Св. преподобни Наум Охридски. Св. десет мъченици в Крит. Св. мъченик Геласий
- 24 декември – Бъдни вечер (Утреня, Царски часове, Василиева литургия). Св. преподобномъченица Евгения. Св. преподобни Николай
- 25 декември – † РОЖДЕСТВО ХРИСТОВО (Златоустова литургия)
- 26 декември – † Събор на Пресвета Богородица. Св. Йосиф Обручник. Цар Давид. Иаков брат Божи. Св. свещеномъченик Евтимий (Блажи се)
- 27 декември – † Св. първомъченик и архидякон Стефан (Стефановден). Св. преподобни Теодор Начертани
- 28 декември – Св. двадесет хиляди мъченици, изгорени в Никомидия
- 29 декември – Св. четиринадесет хиляди младенци-мъченици, избити от Ирод. Св. преподобни Маркел (Блажи се)
- 30 декември – Св. мъченица Анисия. Св. свещеномъченик Зотик
- 31 декември – Отдание на Рождество Христово (Блажи се). Св. преподобна Мелания Римлянка[1]